# Портрет Павла Ивановича Нейдгардта
«Портрет Павла Ивановича Нейдгардта» — картина Джорджа Доу и его мастерской из Военной галереи Зимнего дворца.
Картина представляет собой погрудный портрет генерал-майора Павла Ивановича Нейдгардта из состава Военной галереи Зимнего дворца.
Во время Отечественной войны 1812 года подполковник Нейдгардт сначала состоял при штабе М. Б. Барклая де Толли, а затем при штабе М. И. Кутузова, за отличие в Бородинском сражении произведён в полковники. Во время Заграничных походов отличился в сражении при Лютцене, за что получил чин генерал-майора, затем возглавил штаб корпуса А. Ф. Ланжерона.
Изображён в генеральском мундире, введённом для пехотных генералов 7 мая 1817 года, на плечи наброшена шинель. Слева на груди звезда ордена Св. Анны 1-й степени; на шее крест ордена Св. Георгия 3-й степени; справа на груди серебряная медаль «В память Отечественной войны 1812 года» на Андреевской ленте. С тыльной стороны картины надписи: Neidhart и Geo Dawe RA pinxt. Подпись на раме с ошибкой в фамилии: П. И. Нейтрардъ 1й, Генералъ Маiоръ.
7 августа 1820 года Комитетом Главного штаба по аттестации Нейдгардт был включён в список «генералов, заслуживающих быть написанными в галерею» и 19 мая 1822 года император Александр I приказал написать его портрет. В начале 1820-х годов Нейдгардт проходил службу в Киеве, в апреле 1825 года был назначен Одесским градоначальником и по этому случаю в мае приезжал в Санкт-Петербург для вступления в должность и получения должностных инструкций; вероятно, тогда же он и позировал Доу. Гонорар Доу был выплачен 10 августа и уже 7 сентября 1825 года готовый портрет был принят в Эрмитаж.
В 1840-е годы в мастерской К. Края по рисунку И. А. Клюквина с портрета была сделана литография, опубликованная в книге «Император Александр I и его сподвижники» и впоследствии неоднократно репродуцированная.